# 星安出寿保世
星安出寿 保世（ほしあんです ほせ、1968年6月1日 - ）は、アルゼンチン・ブエノスアイレス出身の陸奥部屋所属の元大相撲力士。本名はホセ・アントニオ・ホアレス（José Antonio Joarez）。身長191cm、体重173kg。最高位は西十両2枚目（1994年3月場所）。得意技は左四つ、寄り、突き、押し、張り手。趣味はサイクリング。

## 来歴
アルゼンチンでは同郷の星誕期ともにアルゼンチンでは日本の警視庁にいた柔道家の相馬英樹の生徒だった。また、アルゼンチン時代から相撲経験があり、1987年に開催された国際相撲選手権にアルゼンチン代表として出場した。国際相撲選手権出場により、更に相撲に関心が湧き来日。星誕期が陸奥部屋に入門していた関係で同じ陸奥部屋に入門した。
1988年5月場所初土俵。強烈な張り手を交えた突き押しから左四つに組んで寄る取り口で順調に番付を上げて行き、1992年11月場所には星誕期より1場所遅れて十両に昇進した。新十両の場所で9勝6敗と勝ち越し、以降十両に定着した。終盤まで十両優勝を争い、幕内を狙える場所もあったが、左膝を故障し1995年5月場所を最後に幕下に陥落した。
一時は三段目まで番付を落としたが、徐々に復調して幕下上位まで復帰し、十両復帰を目指して長く土俵に上がっていたが、2000年9月場所、東幕下9枚目で2勝5敗と負け越したのを最後に現役を引退。初土俵から一度も休場をせず土俵を勤めた。引退後、一度は母国アルゼンチンに戻り家業の手伝いをしていたが、通訳の仕事に就き再来日した。2002年に日本と韓国で行われたFIFAワールドカップでは、サッカーアルゼンチン代表チームの通訳およびアルゼンチンマスコミ対策のボディガードを務めた。その後、サッカービジネスをメインとした広告代理店で働いている。

## 主な成績
- 生涯成績：334勝312敗 勝率.517
- 十両成績：113勝127敗 勝率.471
- 現役在位：75場所
- 十両在位：16場所

### 場所別成績
| | 一月場所 初場所（東京） | 三月場所 春場所（大阪） | 五月場所 夏場所（東京） | 七月場所 名古屋場所（愛知） | 九月場所 秋場所（東京） | 十一月場所 九州場所（福岡） |
| --- | ----------------------- | ----------------------- | ----------------------- | --------------------------- | ----------------------- | --------------------------- |
| 1988年 （昭和63年） | x                       | x                       | （前相撲）              | 東序ノ口41枚目 5–2          | 西序二段139枚目 5–2     | 西序二段90枚目 6–1          |
| 1989年 （平成元年） | 東序二段22枚目 2–5      | 東序二段50枚目 5–2      | 東序二段12枚目 2–5      | 東序二段45枚目 6–1          | 西三段目86枚目 4–3      | 東三段目64枚目 4–3          |
| 1990年 （平成2年） | 西三段目44枚目 3–4      | 東三段目63枚目 5–2      | 西三段目21枚目 4–3      | 東三段目6枚目 2–5           | 西三段目29枚目 4–3      | 西三段目10枚目 4–3          |
| 1991年 （平成3年） | 西幕下57枚目 4–3        | 西幕下46枚目 3–4        | 西三段目2枚目 6–1       | 東幕下32枚目 5–2            | 西幕下17枚目 4–3        | 東幕下9枚目 4–3             |
| 1992年 （平成4年） | 東幕下6枚目 3–4         | 東幕下12枚目 4–3        | 西幕下7枚目 4–3         | 東幕下4枚目 5–2             | 東幕下筆頭 5–2          | 西十両12枚目 9–6            |
| 1993年 （平成5年） | 東十両8枚目 6–9         | 東十両11枚目 9–6        | 西十両7枚目 6–9         | 西十両10枚目 8–7            | 東十両9枚目 8–7         | 西十両6枚目 10–5            |
| 1994年 （平成6年） | 東十両3枚目 8–7         | 西十両2枚目 5–10        | 西十両8枚目 7–8         | 西十両10枚目 9–6            | 東十両6枚目 7–8         | 西十両7枚目 8–7             |
| 1995年 （平成7年） | 西十両5枚目 8–7         | 東十両4枚目 4–11        | 東十両11枚目 1–14       | 西幕下12枚目 3–4            | 東幕下18枚目 2–5        | 西幕下32枚目 2–5            |
| 1996年 （平成8年） | 西幕下49枚目 3–4        | 東三段目3枚目 4–3       | 西幕下51枚目 4–3        | 東幕下40枚目 4–3            | 東幕下29枚目 5–2        | 西幕下16枚目 4–3            |
| 1997年 （平成9年） | 東幕下9枚目 2–5         | 西幕下26枚目 2–5        | 西幕下42枚目 4–3        | 東幕下32枚目 3–4            | 西幕下43枚目 4–3        | 東幕下34枚目 3–4            |
| 1998年 （平成10年） | 東幕下44枚目 6–1        | 西幕下20枚目 5–2        | 東幕下13枚目 4–3        | 西幕下10枚目 4–3            | 東幕下7枚目 4–3         | 東幕下5枚目 2–5             |
| 1999年 （平成11年） | 西幕下19枚目 3–4        | 東幕下27枚目 5–2        | 東幕下16枚目 1–6        | 東幕下39枚目 3–4            | 東幕下45枚目 3–4        | 西幕下52枚目 6–1            |
| 2000年 （平成12年） | 西幕下25枚目 5–2        | 西幕下12枚目 4–3        | 東幕下9枚目 3–4         | 東幕下14枚目 4–3            | 東幕下9枚目 引退 2–5–0  | x                           |
| 各欄の数字は、「勝ち-負け-休場」を示す。 優勝 引退 休場 十両 幕下 三賞：敢=敢闘賞、殊=殊勲賞、技=技能賞 その他：★=金星 番付階級：幕内 - 十両 - 幕下 - 三段目 - 序二段 - 序ノ口 幕内序列：横綱 - 大関 - 関脇 - 小結 - 前頭（「#数字」は各位内の序列） |                         |                         |                         |                             |                         |                             |

## 改名歴
- 星安出寿 保世（ほしあんです ほせ）1988年5月場所 - 2000年9月場所

## その他
- テレビドラマ『古畑任三郎』第27回「黒岩博士の恐怖」で、車中で話す相撲の話題に名前が登場する。